# Pseudacanthicus
Pseudacanthicus (лат.) — род лучепёрых рыб из семейства кольчужных сомов, обитающий в Южной Америке. Научное название происходит от греч. pseudes — «ненастоящий», и греч. akantha — «шип».

## Описание
Общая длина представителей этого рода колеблется от 15 до 90 см. Все тело покрыто костными пластинками, на брюхе их меньше чем на спине и по бокам. Наблюдается половой диморфизм: самцы несколько крупнее самок. Голова широкая, уплощённая сверху. Глаза довольно большие. Имеются 2 пары коротких усиков. Челюсти короткие, образуют острый угол при их соединении. Зубы толстые и малочисленные. Туловище удлинённое, покрыто большим количеством острых шипиков. Спинной плавник довольно большой, широкий и длинный. Грудные плавники широкие с шипами, у самцов они длиннее, чем у самок. Брюшные плавники удлинённые. Анальный плавник меньше брюшных. Жировой плавник крошечный. Хвостовой плавник удлинённый, раздвоенный, с острыми кончиками.
Окраска колеблется от оливко-бежевого до коричневого цвета. По основному фону спины располагаются пятна чёрного, шоколадного, сиреневого цвета. У взрослых пятна мельче, чем у молодняка. Брюхо серо-жёлтое. Плавники часто имеют светлую окантовку.

## Образ жизни
Это донные рыбы. Предпочитают пресные водоёмы со средним течением. Днём прячутся в укрытиях — среди камней, под корягами. Активны ночью и в сумерках. Питаются водными беспозвоночными, мелкой рыбой (обычно падалью), крайне редко — водорослями.

## Размножение
Откладывают икру в подготовленных укрытиях. Молодь растёт медленно.

## Распространение
Распространены в реках Амазонка, Рио-Негро, Рупунуни, Ориноко (в пределах Бразилии, Венесуэлы, Эквадора, Гайаны, Суринама и Французской Гвианы).

## Классификация
На май 2018 года в род включают 5 видов:
- Pseudacanthicus fordii (Günther, 1868)
- Pseudacanthicus histrix (Valenciennes, 1840)
- Pseudacanthicus leopardus (Fowler, 1914)
- Pseudacanthicus serratus (Valenciennes, 1840)
- Pseudacanthicus spinosus (Castelnau, 1855)